# 岸本司
岸本 司（きしもと つかさ、1968年6月4日 - ）は、日本の映画監督、脚本家、小説家。

## 経歴
沖縄県名護市に生まれる。東京芸術学院在学中より自主制作映画を撮り始める。
1993年「エイジリズム」（脚本・監督・編集）が林海象カップでグランプリを受賞。1995年「空に想う」（脚本・監督・編集）が一般社団法人シナリオ作家協会の第4回新人シナリオコンクール奨励賞を受賞。
2002年に東京から沖縄に拠点を移し、フリーランスのディレクターとしてTV番組やCMの演出を行う。
2006年「アコークロー」（脚本・監督）で初の長編映画を手がけ、劇場映画デビューする。
映画監督として活動する一方、2008年からはTVドラマの演出・脚本家としても活動。沖縄で大ヒットした特撮TVドラマ「琉神マブヤー」（2008年）、「ハルサーエイカー」（2011年）などを手がける。
2012年、短編映画「ニービチの条件/Mother of the Groom」がSSFF＆ASIA2012「旅ショーット！プロジェクト」部門優秀賞、およびロチェスター国際映画祭の"HONORABLE MENTION"（選外佳作）を受賞。
2015年、短編映画「こころ、おどる -Kerama Blue-」がSSFF＆ASIA2015 ジャパン部門 優秀賞／東京都知事賞、およびLA EigaFest2015にて Shorts Competition（短編部門）のThe Golden Zipangu Awardsを受賞。 
また小説も書いており、光文社の第3回「奇妙にこわい話」公募（選・阿刀田高）に出品した短編小説「安心」が優秀賞となり、公募入賞作品のアンソロジーである『ますます奇妙にこわい話』（光文社文庫、2001年）に掲載されている。

## 監督作品

### 長編映画
- アコークロー（2006年）-脚本・監督
- 琉球バトルロワイアル（2013年）-脚本・監督
- ハルサーエイカー THE MOVIE　エイカーズ（2014年）-脚本・監督
- 沖縄を変えた男（2016年）-脚本・監督
- ココロ、オドル（2019年）-脚本・監督

### オムニバス映画
- 掌の小説　第1話 笑わぬ男（2010年）-脚本・監督
- ウタモノガタリ-CINEMA FIGHTERS project-  幻光の果て（2018年）-脚本・監督

### 短編映画
- ニービチの条件/Mother of the Groom（2012年）-脚本・監督
- スイーツライフ（2015年）-脚本・監督
- こころ、おどる（2015年）-脚本・監督
- 遠い時間、月の明かり（2018年）-脚本・監督
- きたなかスケッチ（2018年）-脚本・監督

### オリジナルビデオ
- 忘却の楽園 （2005年）-脚本・監督

### TVドラマ
「オキナワノコワイハナシ」シリーズ
- 夏の幻影 （2004年）-脚本・監督
- 彼岸日誌（2005年）-脚本・監督
- ムーンドライブ（2006年） -脚本・監督
- テケテケテケ（2007年）-脚本・監督
- 怪物〜マジムン〜（2008年）-脚本・監督

その他のTVドラマ
- 琉神マブヤー（2008年）-演出
- 琉神マブヤー外伝　SO！ウチナー（2009-2010年）
- ハルサーエイカー（2011年）-演出・脚本
- ハルサーエイカー2（2012年）-演出・脚本
- オバー自慢の爆弾鍋（2012年）-演出

※琉神マブヤー、オバー自慢の爆弾鍋ではクレジットはされていないが、実際は脚本（共同脚本）も手がけている。

## 監督以外の作品
- 「パイナップル・ツアーズ」（1992年）-助監督
- 「地球でたったふたり」（2008年）-協力・出演
- 「やぎの冒険」（2010年）-脚本
- 「NOTHING PARTS 71」（2014年）-脚本協力